# Sepsis oligochaeta
Sepsis oligochaeta är en tvåvingeart som beskrevs av Soos 1962. Sepsis oligochaeta ingår i släktet Sepsis och familjen svängflugor. Inga underarter finns listade i Catalogue of Life.